# Aliaxei Nichypar
Aliaxei Nichypar (10 de abril de 1993) es un deportista de Bielorrusia que compite en atletismo. Ganó una medalla de plata en el Campeonato Europeo de Atletismo por Equipos de 2019, en la prueba de lanzamiento de peso.